# Serpente (Bíblia)

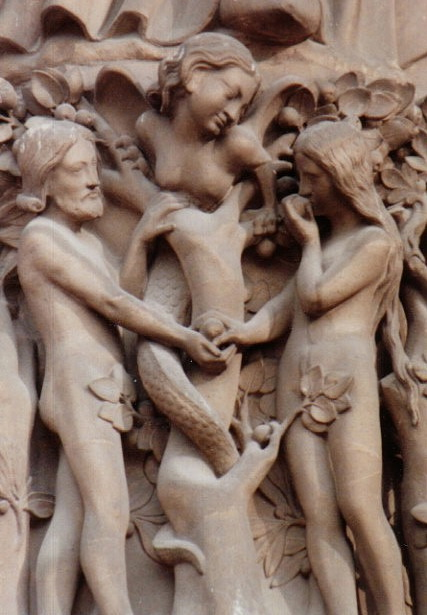
Adão e Eva, e a serpente do Paraíso na entrada da Catedral Notre Dame, em Paris. A Arte da Cristandade Medieval costuma retratar a serpente como mulher, assim enfatizando a capacidade de sedução e sua relação com Eva.

Serpente é o termo usado para traduzir uma variedade de palavras na Bíblia Hebraica, a mais comum delas é a raiz hebraica: נחש‎, (nahash), cujo significado é adivinhar, praticar adivinhação, vaticinar, da qual provém a palavra ֹ֙ נָּחָשׁ֙ 1 (nachash) nome próprio masculino, serpente, dragão, cobra, áspide. Textos que estão relacionados com o termo na bíblia: Gênesis 3:1, Mateus 10:16, II Coríntios 11:3, Apocalipse 12:9 e Apocalipse 20:2.
A mais famosa serpente bíblica é aquela que conversa no Jardim do Éden e que seduz Eva a comer o fruto da Árvore da Ciência do Bem e do Mal e nega que ela morrerá disso. A serpente tem a habilidade de falar e demonstrar razão, e é identificada com a Sabedoria: "A serpente é a mais astuta de todos os animais que o Senhor Deus tinha criado" (Gênesis 3:1). Não há indicação no Livro do Gênesis que a serpente seja uma divindade, embora ela seja um dos dois únicos casos em que animais falem no Pentateuco (a mula de Balaão é o outro).
Em Gênesis, a serpente é retratada como uma criatura enganadora ou trapaceira, que promove como bom aquilo que Deus proibiu, e demonstra perspicácia ao fazê-lo (cf. Gênesis 3:4–5, 22). O Novo Testamento identifica a serpente do Gênesis como Satanás e nesse processo redefine pela Bíblia Hebraica o conceito de Satanás ("O Adversário, um membro da Corte dos Céus atuando em nome de Iavé para testar a fé de Jó"), de tal forma que Satanás/Serpente se torna parte de um plano satânico para afastar o ser humano de seu criador Iavé.

## A Serpente como figura mitológica no Oriente Médio

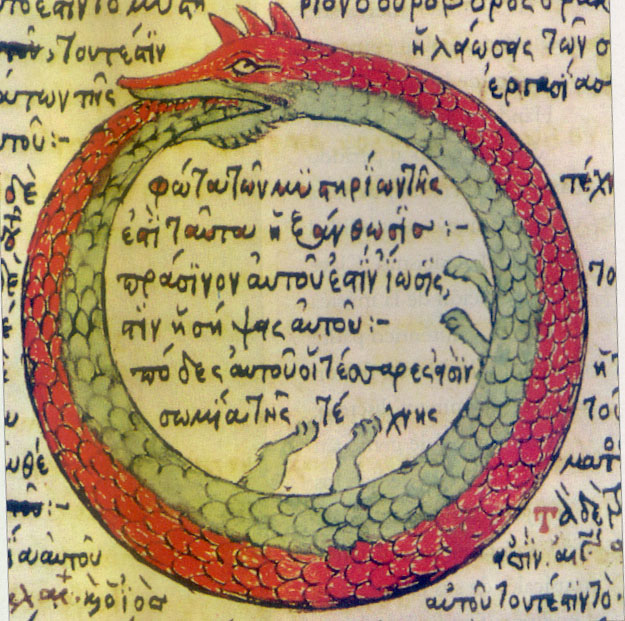
A serpente Ouroboros em um antigo manuscrito alquímico grego

A serpente é um objeto de culto extremamente difundido entre todas as civilizações pagãs . Arqueólogos têm descoberto objetos de culto à serpente desde pelo menos a Idade do Bronze em várias cidades pré-Israelitas de Canaã: dois em Megido, uma em Gezer, uma no sanctum sanctorum do templo Area H em Hazor, e dois em Shechem. Nas regiões que circundam um antigo santuário hitita, ao norte da Síria, existe uma estátua de bronze de um deus segurando uma serpente numa das mãos. Na Babilônia do século XVI, há um par de serpentes de bronze ladeando cada uma das quatro entradas do templo de Esagila. No Festival do Ano Novo da Babilônia, o sacerdote financiava o carpinteiro e o ourives para fazer duas imagens, cada uma das quais "deve exibir à esquerda uma serpente de cedro, elevando a mão direita ao deus Nabu". Em Tepe Gawra, pelo menos dezessete serpentes da época da Idade do Bronze dos assírios foram descobertas. O deus sumério da fertilidade Ninguiszida foi muitas vezes descrito como uma serpente com uma cabeça humana, e até se tornando um deus da cura e da magia.
Albert Pike, em seu livro, Morals and Dogma [p. 496], explica: "A serpente, enrolada em um ovo, era um símbolo comum para os egípcios, os druidas e os indianos. É uma referência à criação do universo".

### Yavé, a serpente da deusa Aserá
De acordo com Joseph Campbell, Javé deve ter origem numa serpente que foi parceiro da Deusa mãe Aserá. Isto se reflete na identidade de Yavé com o deus egípcio Seti, e semelhança das práticas entre o culto egípcio de Set e Yahwism (o termo acadêmico para a religião de Judá antes do período do Exílio), tal como o sacrifício do novilho vermelho (detalhado no livro de Plutarco sobre Ísis e Osíris), bem como a semelhança entre Yahweh e a lenda da serpente-de-pernas grega Tifão, cuja imagem aparece com o nome "Ia", "Iah" or "Yah" em vários amuletos encontrados nos inscritos dos Macabeus (cf. Campbell).

## Outros exemplos de serpente na mitologia
- Mulher e religião
- When God Was a Woman
- Ouroboros
- Uto
- Hidra de Lerna
- Kundalini
- Tiamate
- Apófis
- Ísis
- Pítia
- Deusa das serpentes